# Athanase Seromba
Athanase Seromba (nar. 1963) je katolický kněz, odsouzený Mezinárodním trestním soudem pro Rwandu za podněcování a napomáhání genocidě a zločiny proti lidskosti, spáchané během Rwandské genocidy.
Byl odsozen za to, že plánoval, organizoval a vedl několik útoků proti uprchlíkům z kmene Tutsi, četnictvu a obecní policii v oblasti Kiwumu.
Byl aktivním účastníkem masakru asi 2 000 civilistů, které nalákal do svého kostela v Nyange pod příslibem bezpečného úkrytu; kostel plný uprchlíků nechal srovnat se zemí pomocí dvou buldozerů, kdy většina lidí byla uvnitř zavalena, poté dal milici rozkaz k dobití zbytku. Dle vznesených obvinění sám několik přeživších zastřelil.
V roce 1994 uprchl z Rwandy a v roce se přesunul 1997 do Itálie, kde nadále působil jako katolický kněz. V roce 2002 se pod nátlakem OSN vzdal Mezinárodnímu trestnímu soudu pro Rwandu (ICTR), který ho roku 2006 uznal vinným a udělil mu 15leté odnětí svobody s uznáním času, který strávil ve vazbě.
Seromba se r. 2008 proti rozsudku odvolal, nové přezkoumání jeho případu ale odhalilo, že jeho provinění během genocidy bylo zásadnější, a trest mu byl prodloužen na doživotí.
Byl prvním z pěti kněžích, již stanuli před rwandským tribunálem.